# Diecéze carcassonsko-narbonská
Diecéze carcassonsko-narbonská (lat. Dioecesis Carcassonensis et Narbonensis, franc. Diocèse Carcassonne et Narbonne) je francouzská římskokatolická diecéze, ležící v jižní Francii se sídlem v Carcassonne. Diecéze vznikla spojením několika biskupství v roce 1801 a její současný název je platný od roku 2006.

## Historie

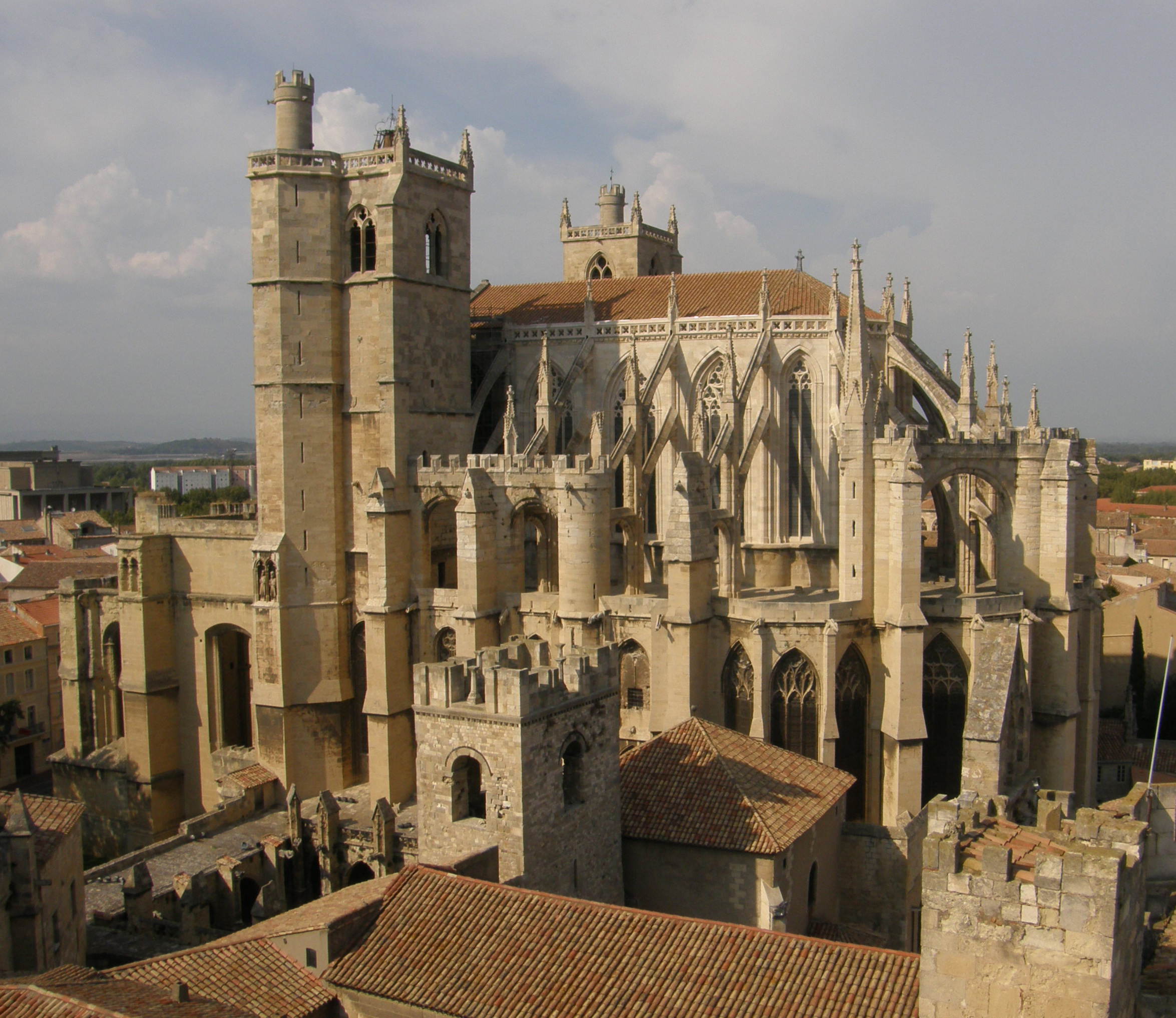
Konkatedrála sv. Justa a sv. Pastora v Narbonne

V Narbonne vzniklo biskupství již na počátku 3. století, prvním biskupem se stal svatý Pavel z Narbonne. Na žádost Karla Velikého povýšil papež Lev III. v roce 810 diecézi na arcibiskupství, s vlastní církevní provincií. Dva zdejší arcibiskupové – Guy Foulquoy ve 13. století a kardinál Jules Medicejský ve 14. století se stali papeži pod jménem Klement IV. a Klement VII. Narbonské arcibiskupství existovalo až do roku 1801, kdy byl uzavřen konkordát. V novém uspořádání diecézí bylo město Narbonne a několik dalších připojeno k biskupství Carcassonne, ale titul arcibiskupa přešel na diecézi v Montpellier. V roce 1822 došlo k obnovení biskupství v Perpignanu, které se opět od carcassonského osamostatnilo.
Biskupství v Carcassonne založil papež Jan II. v roce 533. V roce 2002 papež Jan Pavel II. podřídil zdejší biskupství místo arcibiskupství v Toulouse jako sufragánní pod arcibiskupství v Montpellier. Papež Benedikt XVI. potvrdil 14. června 2006 současný název diecéze.